# سابنا بابي
سابنا بابى (بالإنجليزية: Sapna Pabbi)‏ ممثلة بريطانية اشتهرت بعملها في دور كمان راتود في المسلسل التلفزيوني الهندى 24 والفيلم الهندى خاموشيان.

## مسيرتها المهنية
أثناء دراسته في جامعة أستون في برمنغهام في سن الثانية والعشرين، تم اختيار سابنا بابي لتكون وجه ترينني وسوزانا، ظهرت بابي في غار آجا برديسي في دور رودراني، وكيران راثود في 24. ظهر أيضًا في الإعلانات التجارية عدة، تصويرت فيلمها الثاني، ساترا كو شادي هاي من شوجيت سيركار، أمام الممثل التلفزيوني بارون سوبتي. مثلت أيضًا في إنتاج مشترك بين
فيشيش فيلمز وفوكس ستار ستوديوز، خموشيان، من إخراج لأول مرة كاران دارا مقابل علي فضل وجورميت تشودري.

## روابط خارجية
- سابنا بابي على موقع IMDb (الإنجليزية)
- سابنا بابي على موقع قاعدة بيانات الفيلم (الإنجليزية)